# Mitracarpus maxwelliae
Mitracarpus maxwelliae là một loài thực vật có hoa trong họ Thiến thảo. Loài này được Britton & P.Wilson mô tả khoa học đầu tiên năm 1925.